# Kansas (zespół muzyczny)
Kansas – amerykańska progresywna grupa rockowa powstała w 1970 roku w mieście Topeka, w stanie Kansas.
Dla rocka amerykańskiego Kansas jest tym czym dla brytyjskiego były grupy Genesis, Emerson, Lake and Palmer lub Yes. Kansas była jedną z niewielu grup amerykańskich, które włączyły się w nurt progresywnego rocka. Charakterystycznym dla grupy było bogate brzmienie oparte na obecności w składzie skrzypiec, dwóch gitar prowadzących, symfonicznego brzmienia instrumentów klawiszowych, łagodnie brzmiącego i silnego śpiewu oraz na rozbudowanej ornamentyce. Dołączyć do tego należy interesujące liryczno-filozoficzne teksty.
Mimo niewątpliwej progresywności, grupa zdołała utrzymać hardrockowy, a nawet heavymetalowy charakter swej muzyki. Grupa ma na swoim koncie szereg rockowych przebojów, do najbardziej znanych należą: „Carry On Wayward Son”, „Dust in the Wind” i „Fight Fire with Fire”.
Pod koniec lat 70. grupa przeszła szereg zmian personalnych, zbliżając się również w kierunku głównego nurtu hard rocka. Grupa nagrywa i koncertuje do dziś. W ostatnich nagraniach wraca do swych progresywnych korzeni.

## Historia

### 1970–1973: Wczesne lata
W 1970 roku Dave Hope (gitara basowa), Phil Ehart (perkusja, instrumenty perkusyjne) i Kerry Livgren (gitara, instrumenty klawiszowe) założyli w swoim rodzinnym mieście Topeka zespół wykonujący rock progresywny. W skład zespołu wchodzili również: wokaliści Lynn Meredith i Joel Warne, klawiszowcy Don Montre i Dan Wright oraz saksofonista Larry Baker.
Rok wcześniej Meredith, Montre, Wright i Livgren występowali w zespole The Reasons Why. Po zmianie nazwy na Saratoga, grupa zaczęła grać autorski materiał Livgrena, wraz z basistą Scottem Kesslerem i perkusistą Zeke Lowe. W 1970 roku zespół ponownie zmienił nazwę na Kansas i połączył się z konkurencyjną progresywno-rockową grupą z Topeki, White Clover. Ten wczesny skład Kansas, który utrzymał się do 1971 roku, gdy Ehart, Hope i kilku innych opuściło zespół aby reaktywować White Clover, jest czasami określany jako Kansas I.
Ehart został zastąpiony przez Zeke Lowe, a później przez Brada Schulza. Zamiast Hope do zespołu dołączył basista Rod Mikinski, a Bakera zastąpił grający na saksofonie i flecie John Bolton (ten skład czasami określa się jako Kansas II i 30 lat później utworzy odrębny zespół Proto-Kaw). W 1972 roku, po powrocie Eharta z Anglii (dokąd pojechał poszukując muzyków), wraz z Hope ponownie reaktywowali White Clover razem z Robbym Steinhardtem (śpiew, skrzypce, altówka, wiolonczela), Steve'em Walshem (śpiew, instrumenty klawiszowe, instrumenty perkusyjne) oraz Richiem Williamsem (gitara). Rok później zaciągnęli do składu Livgrena z zespołu Kansas, który był w trakcie rozpadu. Krótko po tym zespół otrzymał kontrakt płytowy z wytwórni Dona Kirshnera i zdecydował się występować pod nazwą Kansas.

### 1974–1979: Krajowy rozgłos
Debiutancki album zespołu został wydany w marcu 1974 roku, prawie rok po nagraniu go w Nowym Jorku. Zdefiniował on rozpoznawalny styl zespołu: mieszankę amerykańskiego boogie rocka i złożonych symfonicznych aranżacji połączonych ze zmianami rytmu. Skrzypce Steinhardta stały się wyróżnikiem dla muzyki zespołu. Partie skrzypcowe bardziej heartland rockowo, niż jazzowo lub klasycznie, co wyróżniało Steinhardta spośród innych skrzypków progresywnorockowych. Grupa powoli zaczęła gromadzić wiernych fanów, do czego przyczyniła się promocja Kirshnera, liczne koncerty promujące debiutancki album i dwa kolejne: Song for America, oraz Masque.

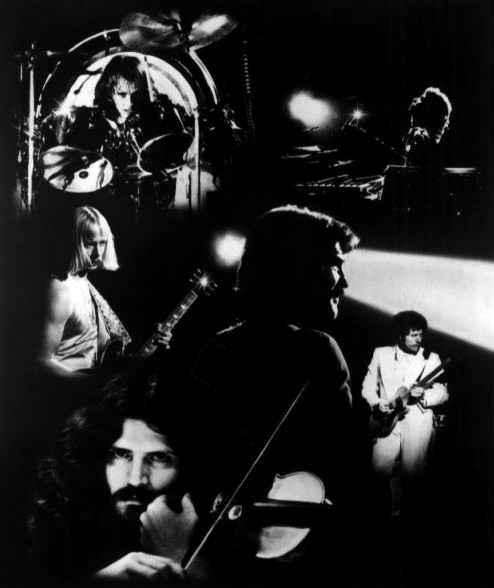
Kansas (1976)

W listopadzie 1976 roku Kansas wydał czwarty album studyjny, Leftoverture, który zawierał hit „Carry On Wayward Son”, wydany jako singel w 1977 roku. Na kolejnym albumie, Point of Know Return, wydanym w październiku 1977 roku, znalazły się utwory „Point of Know Return” i „Dust in the Wind”, które również stały się przebojami.
Leftoverture był przełomowym albumem dla zespołu, docierając do piątego miejsca zestawienia Billboard 200. Point of Know Return dotarł do 4. miejsca. Każdy z tych albumów sprzedał się w ponad czterech milionach egzemplarzy w Stanach Zjednoczonych. „Carry On Wayward Son” i „Dust in the Wind” zostały złotymi singlami, sprzedając się w ponad milionowym nakładzie każdy. W 2005 roku RIAA przyznała „Dust in the Wind” tytuł złotego digital download, prawie 30 lat po sukcesie singla. Leftoverture otrzymał tytuł pięciokrotnej platyny w 2001 roku, nadany przez RIAA.
W tym okresie Kansas stał się jednym z najpopularniejszych wykonawców muzycznych, wyprzedając koncerty w największych salach, włącznie z nowojorską halą Madison Square Garden. Zespół udokumentował tę erę na wydanym w 1978 roku podwójnym albumie koncertowym Two for the Show, zawierającym utwory zagrane na koncertach w 1977 i 1978 roku. Grupa zdobyła dobrą reputację za wierne oddanie utworów w formie koncertowej. W 1978 roku zespół uzyskał tytuł ambasadora dobrej woli UNICEF.
Następnym albumem po Point of Know Return był Monolith, wydany w 1979. Podobnie jak album koncertowy, produkcją albumu zajął się sam zespół. Singel „People of the South Wind”, opowiadający o plemieniu Kaw „Kanza”, od których pochodzi nazwa stanu Kansas i zarazem zespołu, znalazł się w zestawieniu Top 40. Album uzyskał słaby wynik sprzedaży, a oba single rzadko były puszczane w radiu. Mimo to, album otrzymał status platynowej płyty. Statuetka Kerry'ego Livgrena znajduje się w ekspozycji Kansas History Museum.

### 1980–1984: Napięcie wśród członków zespołu

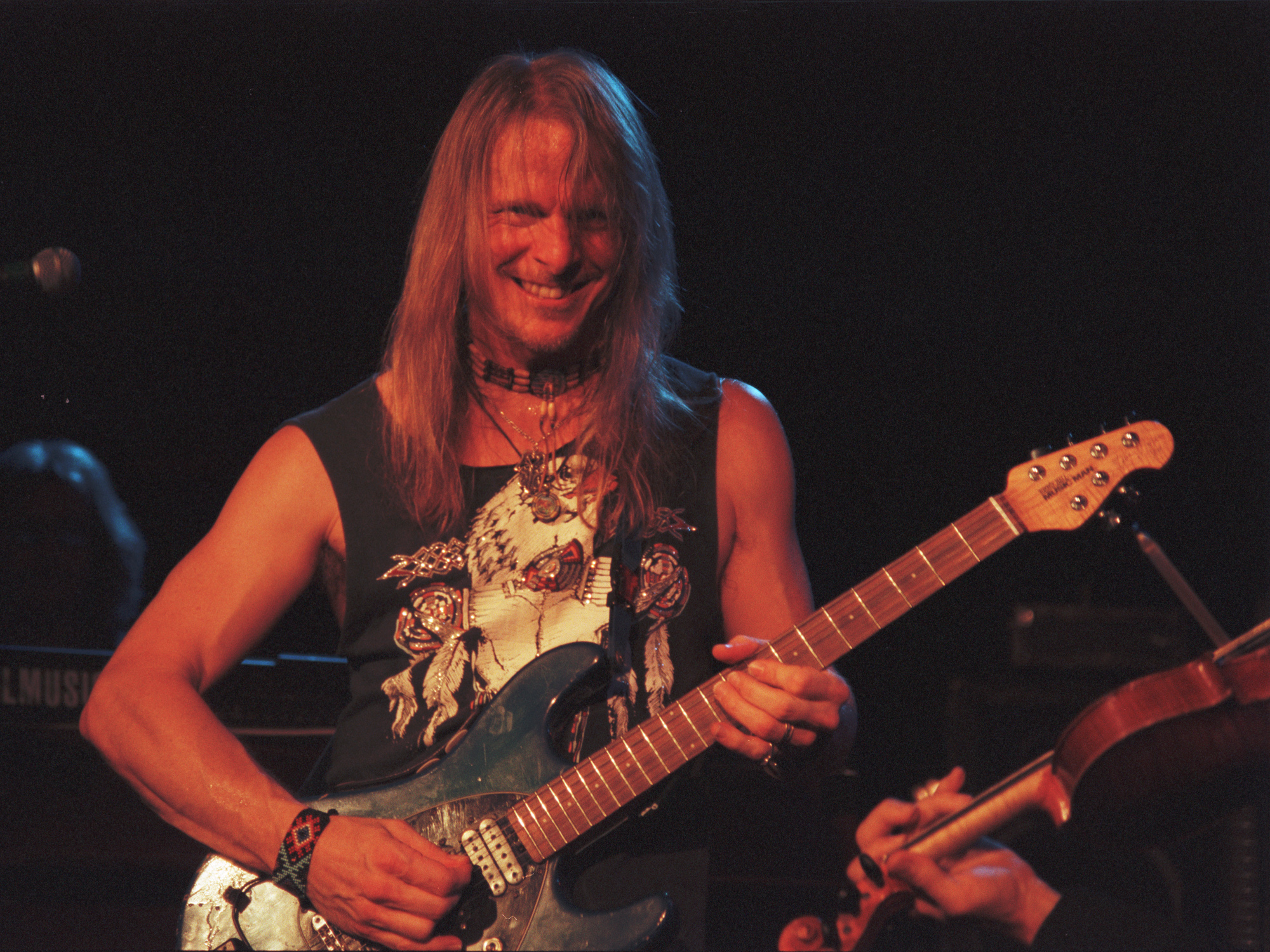
Gitarzysta Kansas Steve Morse

Na początku lat 80. członkowie Kansas oddalali się od siebie. Livgren przeszedł ponowne narodzenie jako chrześcijanin, do czego odnosił się w tekstach kolejnych trzech albumów, począwszy od Audio-Visions. Singel „Hold On”, który znalazł się w zestawieniu Top 40, opisuje jego nową wiarę. Niedługo potem, Hope również przeszedł na chrześcijaństwo. To był ostatni album nagrany w oryginalnym składzie (do czasu reaktywacji zespołu w 2000 roku), oraz ostatni album Kansas z certyfikatem złotej płyty nadanym przez RIAA.
Z powodu rozbieżności twórczych dotyczących tekstów na kolejny album, Walsh opuścił zespół w październiku 1981 roku, po czym założył zespół Streets. Na początku 1982 roku na miejsce Walsha do zespołu dołączył John Elefante, który po czasie również przeszedł na wiarę chrześcijańską. Został wybrany spośród ponad 200 chętnych, w tym Sammy'ego Hagara i Douga Pinnicka. Pierwszy album Kansas z Elefantem, Vinyl Confessions, został wydany w czerwcu 1982 roku. Wydawnictwo przywróciło zainteresowanie zespołem i zaowocowało pierwszym od kilku lat singlem, który dostał się do Top 20, „Play the Game Tonight”. Singel znalazł się również na 4. miejscu w zestawieniu Billboard Mainstream Rock. Album w części lirycznej odwoływał się głównie do chrześcijaństwa, co przysporzyło zespołowi nowych fanów. Vinyl Confessions jest pierwszym albumem Kansas, który nie uzyskał statusu złotej płyty.
W 1983 roku ukazał się album Drastic Measures. Z różnych powodów Livgren napisał tylko trzy utwory na tę płytę. Reszta została napisana przez braci Elefante (którzy później zostali producentami współczesnej muzyki chrześcijańskiej, współpracując między innymi z Sweet Comfort Band, Petra, Bride, Rickiem Cua i Guardian). Przed rozpoczęciem nagrań zespół opuścił skrzypek Steinhardt. Wszystko to poskutkowało nagraniem pop-rockowego albumu. Pomimo tego album był najgorzej sprzedającym się albumem zespołu od czasu Masque. Singiel z piosenką „Fight Fire with Fire” dotarł do 58. miejsca w zestawieniu „Billboardu” Hot 100, a na liście „Billboardu” Top Tracks uplasował się na 3. pozycji. To najlepszy wynik, który osiągnął singiel Kansas w tym zestawieniu, które utworzone zostało dopiero w 1981 roku.
Podczas gdy Elefante był głównym wokalistą Kansas, Livgren czuł się niekomfortowo z tym, że muzyka zespołu odzwierciedla jego chrześcijańskie poglądy. Po koncercie w Sylwestra 1983 roku, Livgren i Hope opuścili grupę, aby założyć AD, wraz z byłym członkiem formacji Bloodrock, Warrenem Hamem, który koncertował z Kansas w 1982 roku jako muzyk pomocniczy. Do grupy AD dołączyli również Michael Gleason, który był pomocniczym muzykiem Kansas w 1983 roku, oraz perkusista Dennis Holt. Elefante, Ehart i Williams postanowili kontynuować Kansas i nagrali utwór „Perfect Lover”, który pojawił się na albumie kompilacyjnym The Best of Kansas (1984), sprzedanym w ponad 4 milionowym nakładzie w Stanach Zjednoczonych. Utwór nie pojawił się jednak na reedycji tego albumu. Po premierze tego wydawnictwa zespół został rozwiązany, a The Best of Kansas był ostatnim nagraniem z Elefantem, który po opuszczeniu Kansas został producentem współczesnej muzyki chrześcijańskiej i nie występował już więcej.

### Od 1985: Reaktywacja i trasy koncertowe
W 1985 roku zespół reaktywował się z Walshem, ale bez Livgrena, Hope'a i Steinhardta. Nowy skład Kansas zasilił basista Billy Greer (z zespołu Streets) i gitarzysta Steve Morse (były członek Dixie Dregs). Zespół nagrał i wydał album Power w listopadzie 1986 roku. Pierwszy singel, „All I Wanted” był ostatnim singlem grupy, który znalazł się w czołowej 40 zestawienia Hot 100, docierając do 19. miejsca. Był on również regularnie emitowany przez MTV. Dwa kolejne single: tytułowy oraz „Can't Cry Anymore” nie odniosły takiego sukcesu. „Power” znalazł się na 84. miejscu zestawienia Hot 100, był grany często w radiu i znalazł się na liście Rock Charts. „Can't Cry Anymore”, pomimo ciekawego teledysku, rzadko był obecny telewizji muzycznej. W tym samym składzie zespół wydał w 1988 roku kolejny album, In the Spirit of Things. Album koncepcyjny i duża trasa koncertowa spodobały się fanom Kansas, jednak teledysk do „Stand Beside Me” był rzadko puszczany w MTV. W 1989 roku, po zakończeniu trasy koncertowej, Steve Morse tymczasowo opuścił zespół.
W 1990 roku, niemiecki organizator postarał się zebrać oryginalny skład Kansas (z wyjątkiem Steinhardta) na tournée po Europie. Do składu dołączył Greer, oraz klawiszowiec Greg Robert, który grał na koncertach Kansas podczas trasy w 1986 roku. Po zakończeniu tournée z zespołu odszedł Hope, jednak Livgren pozostał aż do 1991 roku. Tego samego roku do składu dołączył skrzypek David Ragsdale, co umożliwiło zespołowi granie wcześniejszych utworów w podobnej aranżacji co oryginały. Po odejściu Livgrena zastąpił go Steve Morse, który na dobre opuścił Kansas niedługo po zakończeniu trasy koncertowej. Ragsdale przejął funkcję gitarzysty pomocniczego, przez co Williams został głównym gitarzystą. Kansas w składzie: Ehart, Greer, Ragsdale, Robert, Walsh i Williams funkcjonował od 1991 do 1997 roku. W tym okresie grupa nagrała album koncertowy (wydany również w formacie wideo) Live at the Whisky (1992) oraz album studyjny Freaks of Nature (1995). 28 lipca 1995 roku zespół Kansas został umieszczony w Rock Walk of Fame w Hollywood.
Na początku 1997 roku, Robert i Ragsdale opuścili zespół, a Steinhardt powrócił. Rok później Kansas wydał album Always Never the Same, nagrany z udziałem London Symphony Orchestra pod batutą Larry'ego Bairda. Album był mieszanką starszych utworów zespołu w symfonicznej aranżacji, kilku nowych utworów i covera „Eleanor Rigby” zespołu The Beatles. W nagraniu albumu Somewhere to Elsewhere (2000) udział wzięli członkowie oryginalnego składu Kansas oraz Greer. Wszystkie utwory zostały napisane przez Kerry'ego Livgrena.

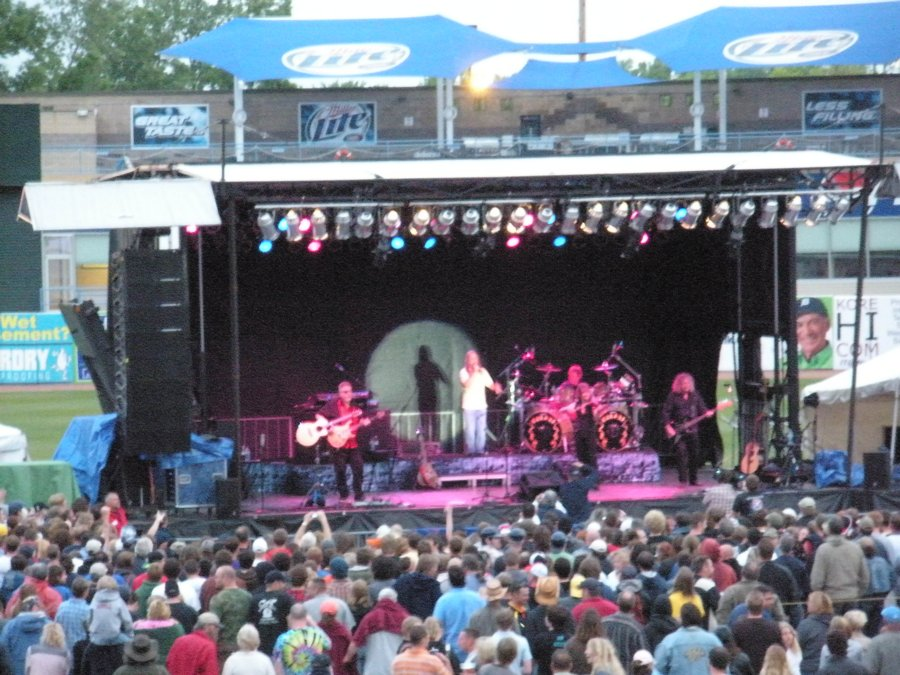
Kansas (2009)

W 2000 roku Kansas był supportem brytyjskiego zespołu Yes podczas ich trasy koncertowej Masterworks. W 2002 roku Kansas II (skład Kansas sprzed wydania debiutanckiego albumu), pod nazwą Proto-Kaw wydał album zawierający dema i materiał z koncertów z lat 1971–1973. Dwa lata później zespół wydał album Before Became After, a 2006 roku ukazało się trzecie studyjne wydawnictwo Proto-Kaw, The Wait of Glory.
Kansas nadal corocznie koncertował. Tournée w 2006 roku było opóźnione o kilka tygodni ze względu na drugie odejście Steinhardta z zespołu. Lukę wypełnił Ragsdale, z którym Kansas wyruszył w trasę. W 2008 roku na oficjalnej stronie Kansas znalazła się informacja, że czterech z pięciu ówczesnych członków zespołu (Ehart, Ragsdale, Williams i Greer) założyli projekt pod nazwą Native Window, który w czerwcu 2009 roku wydał album pod tą samą nazwą.
W lutym 2009 roku Kansas nagrał koncert, który odbył się w rodzinnym mieście zespołu, Topece. W nagraniu wzięła udział orkiestra symfoniczna pod batutą Larry'ego Bairda oraz Steeve Morse i Kerry Livgren. Koncert został wydany na CD, DVD i Blu-ray, docierając do 5. miejsca w zestawieniu „Billboardu” Music Video Chart tydzień po premierze.

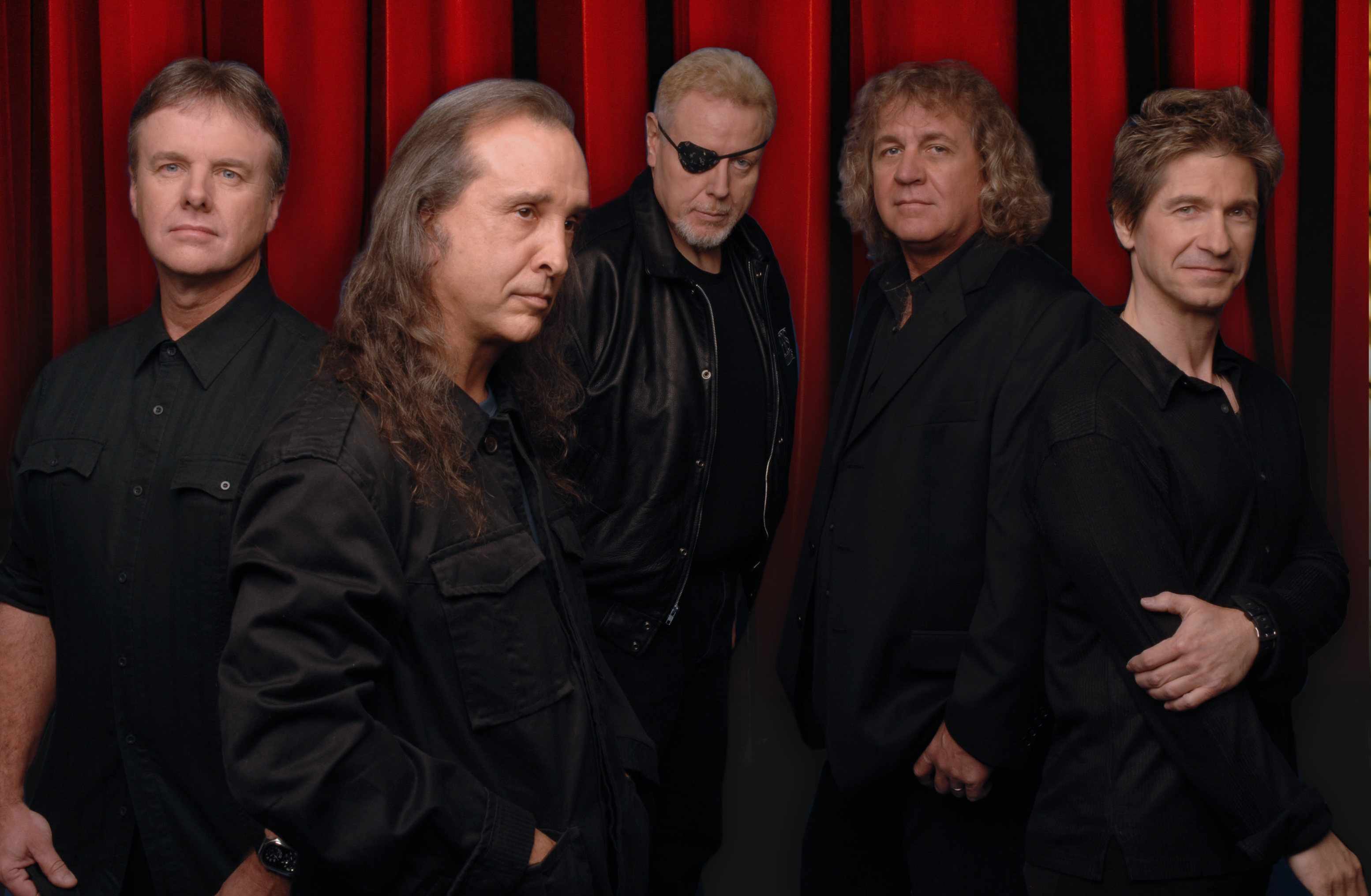
Kansas (2008)

13 lipca 2010 roku, Kansas zakończył 30-dniowe tournée United We Rock, na którym występował z innymi zespołami klasyki rocka lat 80., takimi jak Styx i Foreigner. We wrześniu 2010 roku zespół Kansas wyruszył w nietypową trasę koncertową. Na każdym koncercie zespołowi towarzyszyła orkiestra symfoniczna z innego amerykańskiego college'u, a wpływy z koncertu były przeznaczane na wspieranie nauczania muzyki w danej instytucji. Trasa odniosła wielki sukces, co sprawiło, że podobne przedsięwzięcie zrealizowano również w 2011 roku. 13 września 2012 roku zespół rozpoczął jesienną trasę koncertową występem w Best Buy Theater w Nowym Jorku. Rolę supportu pełniły King’s X i muzyk That 1 Guy. podczas tych koncertów zespół grał głównie przeboje z albumów Leftoverture (1976) i Point of Know Return (1977), ale również inne znane piosenki zespołu Kansas.
Robby Steinhardt, współzałożyciel Kansas, wokalista i skrzypek w latach 1973-1982 i 1997-2006 zmarł 17 lipca 2021 roku w wieku 71 lat. Przyczyną śmierci muzyka było ostre zapalenie trzustki.

## Muzycy
| Obecny skład zespołu - Phil Ehart – perkusja (od 1973) - Billy Greer – gitara basowa (od 1985) - Rich Williams – gitara (od 1973) - David Ragsdale – skrzypce, gitara, śpiew (1991–1997, od 2006) - David Manion – śpiew, instrumenty klawiszowe (od 2014) - Ronnie Platt – śpiew, instrumenty klawiszowe (od 2014) - Zak Rizvi – gitara (od 2016) | Byli członkowie zespołu - Robby Steinhardt – skrzypce, śpiew, harmonijka (1973–1982, 1997, 2006, zmarły 2021) - Dave Hope – gitara basowa, śpiew (1973–1983, 1990, 1999–2000) - Kerry Livgren – instrumenty klawiszowe, gitara (1973–1983, 1990–1991, 1999–2000) - John Elefante – śpiew, instrumenty klawiszowe (1982–1984) - Steve Morse – gitara (1985–1989, 1991) - Steve Walsh – śpiew, instrumenty klawiszowe (1973–1981, 1984–2014) - Greg Robert – śpiew, instrumenty klawiszowe (1990–1997) |

## Dyskografia
| - 1974: Kansas - 1975: Song for America - 1975: Masque - 1976: Leftoverture - 1977: Point of Know Return - 1979: Monolith - 1980: Audio-Visions - 1982: Vinyl Confessions - 1983: Drastic Measures - 1986: Power - 1988: In the Spirit of Things - 1992: Live at the Whisky - 1995: Freaks of Nature - 1998: Always Never the Same - 2000: Somewhere to Elsewhere - 2002: Early Recordings from Kansas 1971–1973 - 2016: The Prelude Implicit - 2020: The Absence of Presence | - 1978: Two for the Show - 2002: Dust in the Wind - 1998: King Biscuit Flower Hour Presents - 2002: Device, Voice, Drum - 2003: From the Front Row - 2009: There's Know Place Like Home - 2017: Leftoverture: Live and Beyond |